# NGC 6960
NGC 6960 (také známá jako Koště čarodějnice nebo Caldwell 34) je emisní mlhovina v souhvězdí Labutě vzdálená přibližně 1 470 světelných let. Spolu s NGC 6974, NGC 6979, NGC 6992, NGC 6995 a IC 1340 dohromady vytváří mlhovinu Řasy.